# لبه کناری نوک

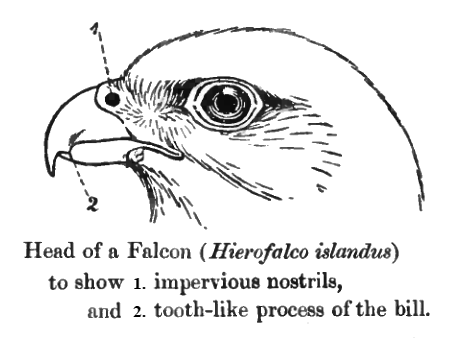
نمایی از لبه نوک شاهین.

در کالبدشناسی، لبه کناری نوک (به انگلیسی: Tomium)، برنده و تیز است که در پرندگان یا لاک‌پشت‌ها دیده می‌شود. گاهی لبه آن برای پاره کردن گوشت یا پوشش گیاهی دندانه‌دار (اره‌مانند) می‌شود.